# Luigi di San Michele dei Santi
Luigi di San Michele dei Santi, in spagnolo: Luis de San Miguel de los Santos, al secolo Luis Erdoiza y Zamalloa (Amorebieta-Etxano, 25 agosto 1891 – Cuenca, 24 settembre 1936), è stato un presbitero spagnolo dell'Ordine della Santissima Trinità. Venne fucilato dai repubblicani, in odium fidei, durante la guerra civile spagnola e venne beatificato come martire da papa Benedetto XVI nel 2007.

## Biografia
Luis Erdoiza y Zamalloa nace il 25 agosto 1891 a Amorebieta-Etxano (Biscaglia-Spagna). Vestì l'abito trinitario il 12 settembre 1906 ad Algorta, dove pronuncia i voti semplici e cambia il suo nome per Luigi di San Michele dei Santi. I suoi superiori l'inviano al convento di San Carlino alle Quattro Fontane in Roma, a studiare filosofia e teologia nella Pontificia Università Gregoriana. A Roma emette la sua professione solenne il 14 agosto 1910 e rivece l'ordinazione sacerdotale l'8 aprile 1916. Essercitò la sua attività religiosa a Vienna (1920-1925), Algorta (1925-1926), Cordova (1926-1929) e Belmonte (1929-1936).
Il 28 luglio 1936 la città di Belmonte viene occupata dai miliziani. Mentre gli studenti e alcuni religiosi si nascondono in case private, Luigi, insieme ai suoi compagni Melchiorre dello Spirito Santo, Giacomo di Gesù e Giovanni della Vergine del Castellar furono arrestati il 29 luglio e portati in carcere. I quattro religiosi vengono fucilati il 24 settembre 1936 alle porte del cimitero di Cuenca.

## Culto
Luigi di San Michele dei Santi fu beatificato il 28 ottobre 2007, a Roma, su mandato di papa Benedetto XVI, in una cerimonia presieduta dal cardinale José Saraiva Martins, prefetto della Congregazione per le Cause dei Santi, insieme ai 498 martiri spagnoli, uccisi "in odium fidei" durante la guerra civile spagnola.
La Chiesa cattolica ha concesso la loro memoria liturgica il giorno 6 novembre. All'interno della chiesa di san Giovanni di Matha di Alcorcón, nella capella del Santissimo, si venerano le spoglie mortali dei quattro martiri trinitari di Belmonte.